# Hendrik Veltmans

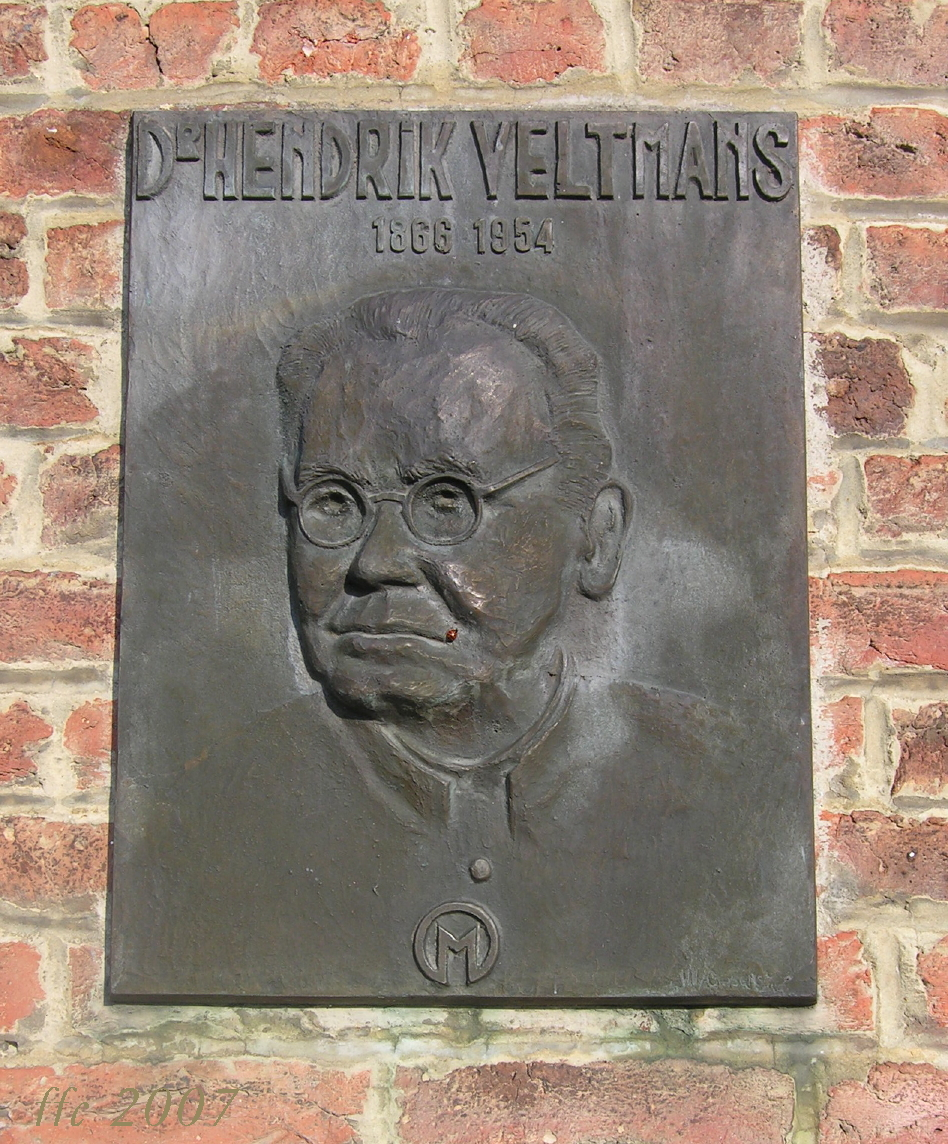
Plaket op het Veltmanshuis met het beeld van Veltmans, geschonken door de Marnixring zoals het logo onderaan aangeeft

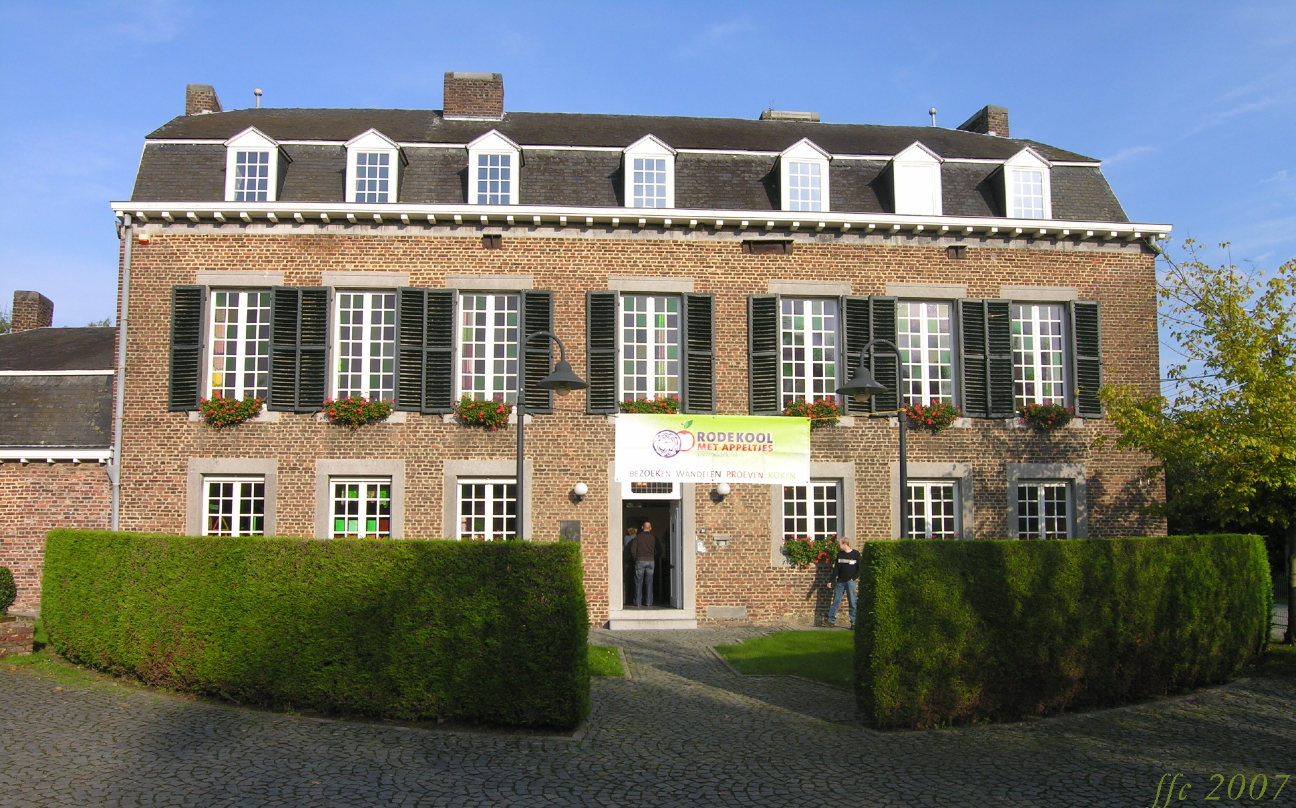
het Veltmanshuis: Vlaams Cultureel Centrum in Sint-Martens-Voeren, genoemd naar Hendrik Veltmans

Hendrik Veltmans (Mopertingen, 19 december 1866 - Sint-Martens-Voeren, 20 oktober 1954) was een bekend Vlaamsgezind priester uit de Voerstreek.
Reeds tijdens zijn studentenjaren stond Veltmans bekend als flamingant, hetgeen hem net zoals zovele andere petits vicaires problemen opleverde. Hij behaalde daarna het doctoraat in de wijsbegeerte en het licentiaat in de theologie aan de Gregoriaanse Universiteit in Rome.
Terug in het bisdom Luik in 1891, waar Limburg toen toe behoorde, benoemde bisschop Doutreloux hem tot kapelaan, eerst in Diepenbeek en vanaf 1893 in de Luikse stadsparochie Saint Cristophe, waar hij van dichtbij kennis maakte met de arbeidersbevolking, waaronder nogal wat ingeweken Limburgers, en met de sociale misstanden uit die tijd. Hij maakte er het ontstaan mee van de eerste christendemocratische initiatieven, die om erkenning moesten vechten van de behoudende kerkelijke hiërarchie en tegen de concurrentie van het goddeloze socialisme moesten opboksen.
Van 1898 tot 1920 was Veltmans pastoor in de kleine gemeente Saint-Remy, waar hij getuige was van de toenemende verstedelijking en de groei van het socialisme rond Luik, wat hij met lede ogen moest aanzien. Tijdens de Eerste Wereldoorlog toonde hij zich vooral bezorgd om het lot van de burgerbevolking.
In 1921 werd hij door bisschop Rutten tot pastoor benoemd in Sint-Martens-Voeren, in een streek waar collega-priesters al enige kiemen van Vlaams bewustzijn gebracht hadden, maar waar tevens een sluipende verfransing dreigde. Zowel in de Boerenbond, het Davidsfonds en als voorzitter van lokale groep van de Vlaamse Taalgrensactie (van Flor Grammens) werkte hij aan de materiële vooruitgang én de uitbouw van een stukje Vlaanderen in het Overmaasgebied. Ter gelegenheid van een Davidsfonds-congres in 1928 ontwierp hij een Vlaams actieplan voor de Voerstreek, dat een sterkere oriëntering van de Voerstreek op Vlaanderen bepleitte.
De bejaarde pastoor Veltmans zou voor de Vlaamsgezinde Voerenaren – ook en vooral tijdens de zware jaren van de politieke repressie na de Tweede Wereldoorlog- een symbool en voorbeeld blijven. Zonder zijn invloed was de verfransing waarschijnlijk zo snel gevorderd, dat een overheveling naar het Nederlandstalige Limburg in 1962 - Veltmans stierf in 1954 - helemaal niet meer ter sprake zou zijn gekomen. De pastorie vlak bij de kerk, een voormalig kapittelhuis uit de 18de eeuw, waar Veltmans tot 1948 woonde, is nu een Vlaams Cultureel Centrum en werd te zijner ere het Veltmanshuis genoemd.
Vanaf 2018 krijgt Pastoor Veltmans ook zijn eigen straat in Sint-Martens-Voeren. De Voerense gemeenteraad neemt daarover alvast een principiële beslissing op 28 december 2017.
- International Standard Name Identifier: 0000 0003 9586 9608
- Nederlandse Thesaurus van Auteursnamen: 072270098
- Virtual International Authority File: 290633963